# Marie Laveau
 (mai 2024).
Si vous disposez d'ouvrages ou d'articles de référence ou si vous connaissez des sites web de qualité traitant du thème abordé ici, merci de compléter l'article en donnant les références utiles à sa vérifiabilité et en les liant à la section « Notes et références ».
Pour les articles ayant des titres homophones, voir Lavaud, Lavaux, Laveau et Laveaux.
Pour l’article homonyme, voir Laveau.
Marie Laveau (née probablement le 10 septembre 1801 et morte le 15 juin 1881 à La Nouvelle-Orléans) est une créole métisse francophone et une prêtresse vaudou renommée de La Nouvelle-Orléans, en Louisiane.

## Biographie

### Origines et Jeunesse
Marie Laveau est née dans le quartier historique du Vieux carré français de La Nouvelle-Orléans en Louisiane espagnole. Elle est la fille de Charles Laveau Trudeau, créole blanc d'origine française qui sera maire de la ville, et de Marguerite Henry (dite D'Arcantel), ancienne esclave noire affranchie,.
La Nouvelle-Orléans est alors la capitale dynamique d’un État qui figure parmi ceux comptant le plus grand nombre d’esclaves ; en 1830, il y a ainsi 42 000 esclaves en Louisiane, soit 13% de la population. La culture de la canne à sucre, d’une extrême pénibilité, y est très répandue au sein des nombreuses plantations.
La ville était un melting-pot d'influences françaises, espagnoles, africaines et caribéennes, ce qui a sans doute façonné la vision du monde de Marie dès son plus jeune âge.
En tant que fille de parents issus de différents horizons, Marie a grandi dans une société marquée par des divisions raciales et sociales complexes. Cependant, sa famille a bénéficié d'un certain niveau de privilège, ce qui lui a permis de recevoir une éducation et de développer des compétences qui lui seraient utiles plus tard dans sa carrière.

### Mariage et famille

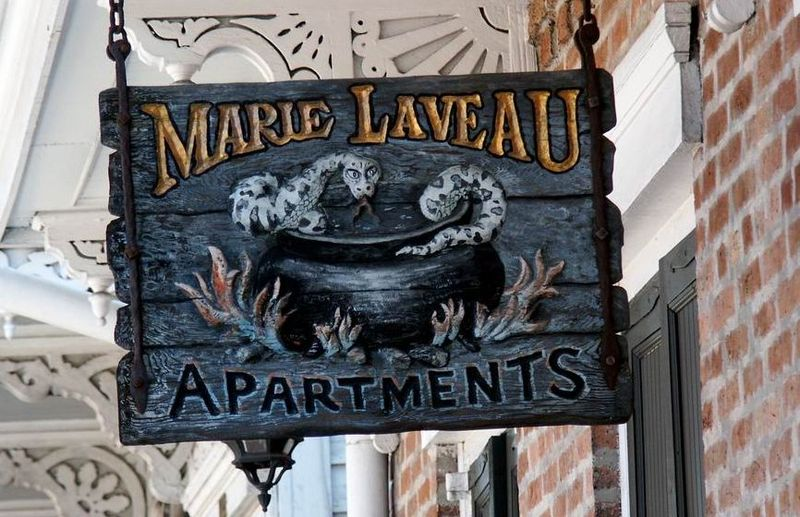
La maison de Marie Laveau à La Nouvelle-Orléans.

Le 4 août 1819, elle épousa Jacques Paris, créole blanc de Saint-Domingue faisant partie des nombreux exilés ayant fui la colonie à la suite des révoltes d'esclaves. Les nouveaux immigrants se composaient de planteurs blancs français accompagnés de milliers d'esclaves ainsi que de gens noirs libres.  Le couple s'installe dans le quartier français de la Nouvelle-Orléans, où Jacques travaille comme menuisier.
Leur certificat de mariage est conservé dans la cathédrale Saint-Louis de La Nouvelle-Orléans où ils se sont mariés sous la bénédiction du père capucin Antoine. Jacques Paris mourut en 1820 dans des circonstances inexpliquées, laissant Marie veuve avec deux jeunes enfants à charge.
Après la disparition de Jacques, Marie adopte le nom de « Veuve Paris » et devient coiffeuse à domicile chez les riches familles blanches. Elle s’installe alors chez un créole blanc d’ascendance française, Christophe Louis Dumesnil de Glapion, selon le système reconnu dans la société louisianaise du plaçage, concubinage entre une femme noire ou métisse et un homme blanc. Elle vécut avec lui jusqu'à sa mort en 1835, et ensemble ils auraient eu 15 enfants. Certains sont dénommés Paris du nom de son défunt mari, et d'autres qui reçoivent le nom de Glapion. C'est le cas notamment de Marie Glapion, prêtresse vaudou également, et qui se fit appeler « Marie Laveau » comme sa mère après la mort de celle-ci et désignée par la suite sous le nom de « Marie Laveau II ».

### Carrière en tant que coiffeuse
Avant de devenir une figure centrale du vaudou, Marie Laveau gagne sa vie comme coiffeuse. Ce métier lui donne accès aux maisons des riches dames blanches de la Nouvelle-Orléans, où elle peut observer et écouter. Grâce à son charme, sa discrétion et son habileté à manipuler les informations, Marie se fait rapidement une réputation de confidente fiable.
Les salons de coiffure de l'époque étaient des centres de socialisation et de commérage, et Marie a habilement utilisé ces interactions pour bâtir un réseau d'informateurs et de clients. Cette position stratégique lui permet d'accumuler des connaissances précieuses sur les élites de la ville, qu'elle utilise plus tard pour renforcer son autorité en tant que prêtresse vaudou.

### Initiation au Vaudou

#### Rencontre avec le Vaudou
L'intérêt de Marie pour le vaudou se développe probablement en raison de l'influence de son environnement multiculturel. La Nouvelle-Orléans était un foyer de pratiques spirituelles diverses, incluant le catholicisme, les traditions africaines, et les croyances des Amérindiens. Marie est initiée aux mystères du vaudou par plusieurs maîtres reconnus, dont le célèbre Dr. John, également connu sous le nom de Bayou John.

#### Pratiques et croyances
Le vaudou pratiqué par Marie Laveau est une synthèse unique des traditions africaines, du catholicisme et des influences locales. Elle intègre des éléments du catholicisme dans ses rituels, utilisant des saints catholiques en substitution des loas, les esprits vaudous. Cette fusion permet à Marie de rendre le vaudou plus acceptable et compréhensible pour la population majoritairement catholique de la Nouvelle-Orléans.
Marie Laveau organise des cérémonies publiques au Congo Square, un lieu emblématique où les esclaves et les libres de couleur se rassemblaient pour danser et pratiquer leurs rituels. Ces rassemblements attirent de grandes foules, mêlant chants, danses et invocations spirituelles. Les cérémonies sont souvent spectaculaires, renforçant l'aura mystique de Marie.

### Ascension en tant que prêtresse Vaudou

#### Cérémonies publiques et privées
Marie Laveau devient rapidement la prêtresse vaudou la plus renommée de la Nouvelle-Orléans. Elle est connue pour ses cérémonies publiques, mais aussi pour ses séances privées, où elle offre des consultations, réalise des prédictions, et prépare des potions et des gris-gris (talismans vaudous). Ses services sont recherchés par des personnes de toutes races et classes sociales, y compris des membres de l'élite blanche.

#### Réputation et influence
La réputation de Marie en tant que prêtresse vaudou est fondée sur son efficacité et son pouvoir perçu. Elle est crainte et respectée, capable de jeter des sorts, de guérir les maladies, et de résoudre les problèmes personnels et juridiques. Sa maison devient un lieu de pèlerinage pour ceux qui cherchent des conseils spirituels ou des solutions à leurs problèmes.

### Influence Sociale et Politique

#### Aide à la Communauté
Marie Laveau utilise son pouvoir et son influence pour aider les membres de la communauté noire et métisse de la Nouvelle-Orléans. Elle intervient souvent en leur faveur auprès des autorités locales, obtenant des informations cruciales ou utilisant son réseau pour résoudre des conflits. Sa capacité à naviguer entre différentes cultures et classes sociales consolide sa position unique.

#### Philanthropie
En plus de ses activités spirituelles, Marie Laveau est connue pour son engagement philanthropique. Elle soigne les malades, souvent gratuitement, en utilisant des remèdes traditionnels et ses connaissances en herboristerie. Pendant les épidémies de fièvre jaune, elle joue un rôle crucial en soignant les victimes et en offrant ses services de guérisseuse. Sa maison devient un refuge pour les déshérités, où elle offre nourriture, abri et réconfort spirituel.

#### Femme d'affaires
Grande voyante et pieuse catholique, Marie Laveau fut aussi une redoutable femme d’affaires. Parmi ses relations d'affaires, elle fréquenta des personnalités louisianaises telles que Rosette Rochon, Jean Lafitte, le spéculateur immobilier Laurent Ursain Guesnon et le leader de la communauté noire Jean-Louis Dolliole.

### Controverses et Légendes

#### Sorcellerie et Pouvoir
Comme toute figure de son envergure, Marie Laveau n'échappe pas aux controverses et aux légendes. Certains la voient comme une sorcière dangereuse, utilisant ses pouvoirs pour contrôler et manipuler. D'autres la vénèrent comme une sainte protectrice. Les histoires sur ses pouvoirs mystiques et ses exploits se multiplient, allant de la capacité à guérir les malades à la faculté de jeter des sorts puissants.

#### Histoire et Fiction
Les récits sur Marie Laveau mêlent souvent histoire et fiction. Les écrivains et les historiens ont créé une mythologie autour de sa figure, exacerbant ses exploits et ses pouvoirs supposés. Il est difficile de démêler la vérité des légendes, mais ce mélange contribue à son aura mystique et à sa place durable dans l'imaginaire collectif.

### Postérité

#### Décès et enterrement
Marie Laveau est décédée le 15 juin 1881, mais son héritage perdure. Sa tombe, située dans le cimetière Saint-Louis de La Nouvelle-Orléans n°1, est un lieu de pèlerinage où les visiteurs laissent des offrandes et dessinent des croix en espérant obtenir ses faveurs. Les traditions et les rituels associés à sa tombe témoignent de l'importance durable de Marie Laveau dans la culture vaudou et dans l'imaginaire collectif.
La tombe de Marie Laveau reste un site emblématique de la Nouvelle-Orléans. Les visiteurs continuent de suivre la tradition de dessiner un "X" sur sa tombe, croyant que cela exaucera leurs souhaits si une offrande est laissée. Ce rituel persiste malgré les tentatives des autorités pour préserver l'intégrité du site historique. Les cérémonies et les tours guidés autour de sa tombe témoignent de l'importance durable de Marie Laveau dans la culture vaudou et dans l'imaginaire collectif.

Tombe de Marie Laveau au cimetière Saint-Louis de La Nouvelle-Orléans.
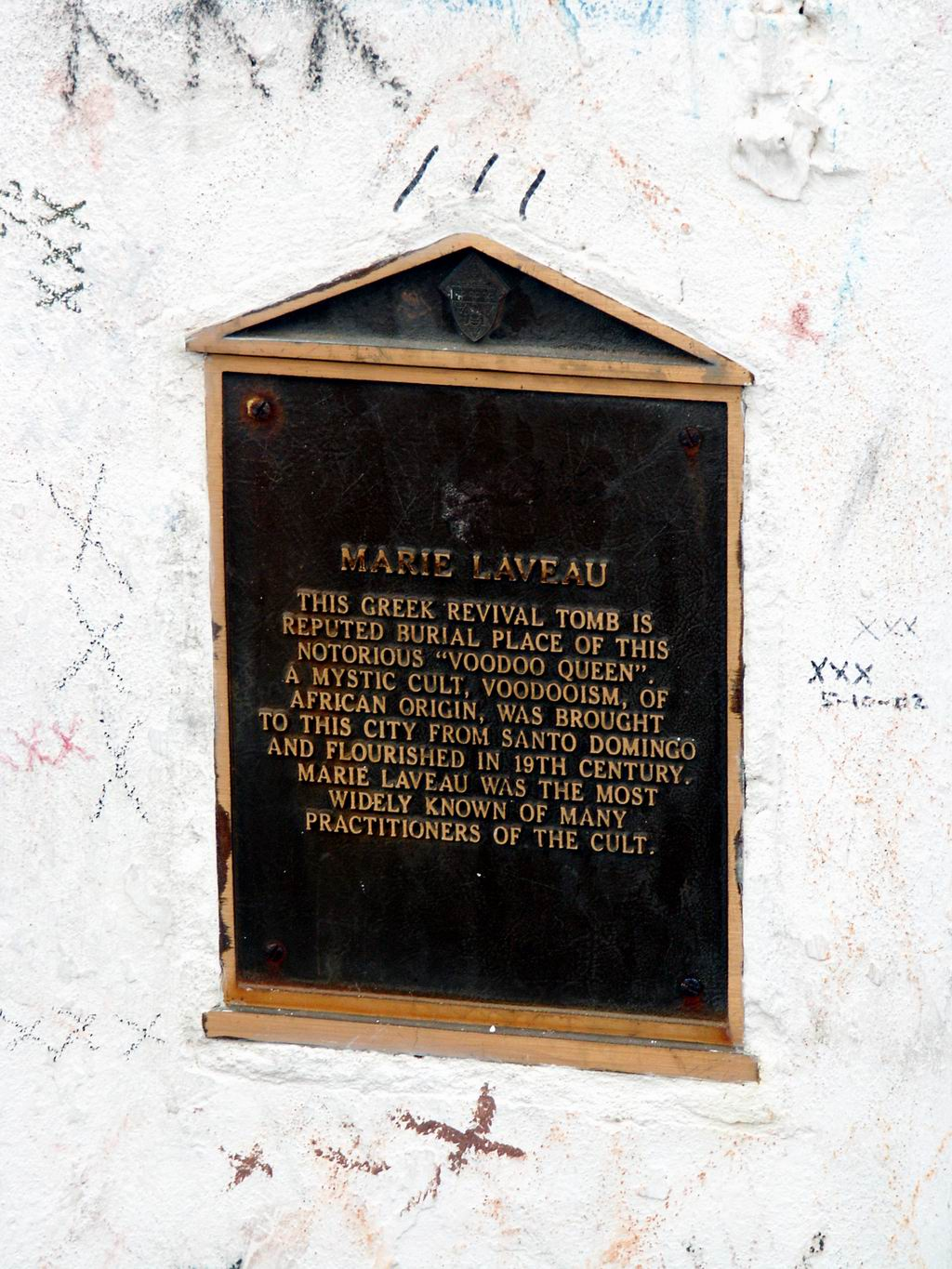
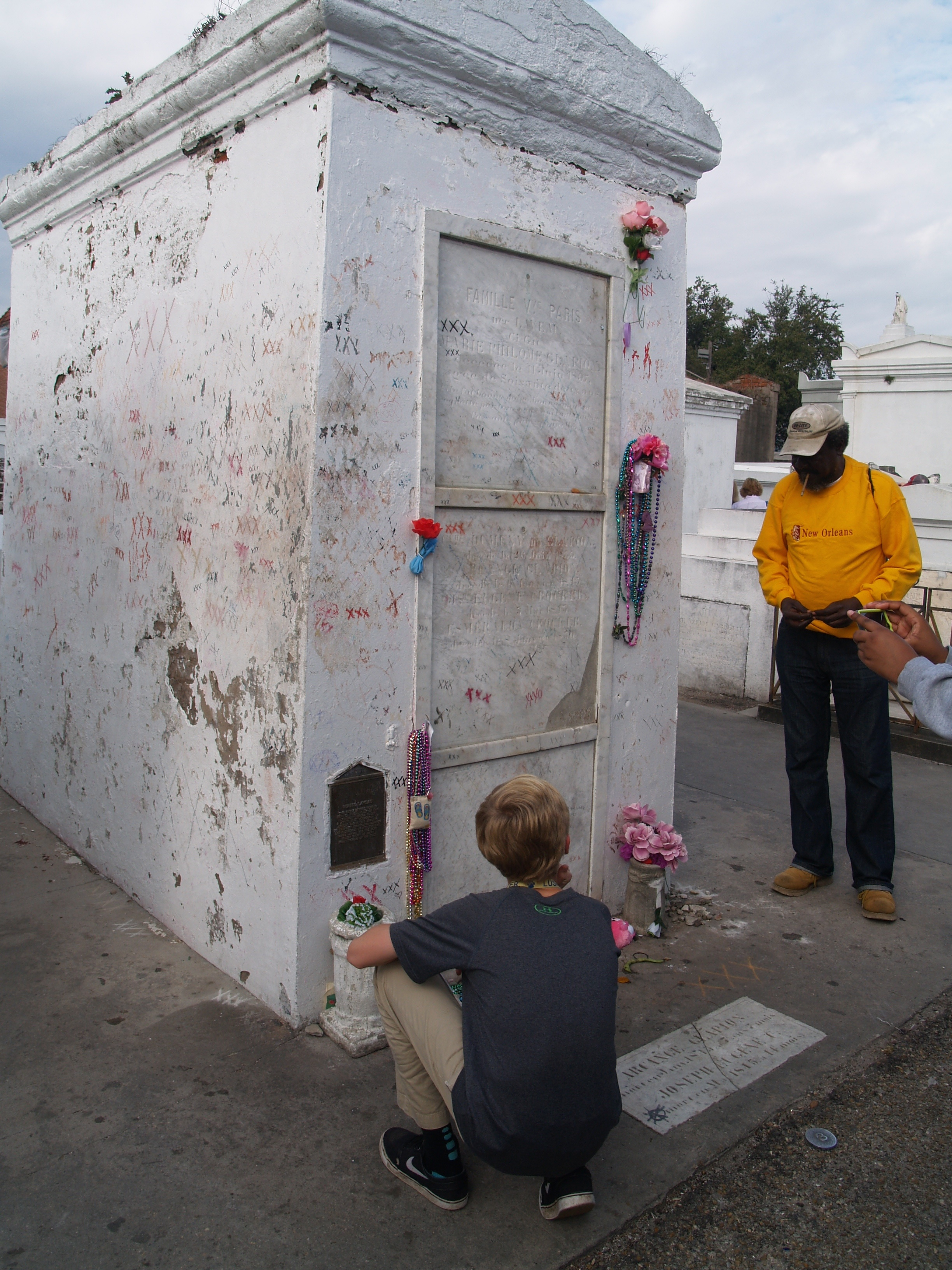
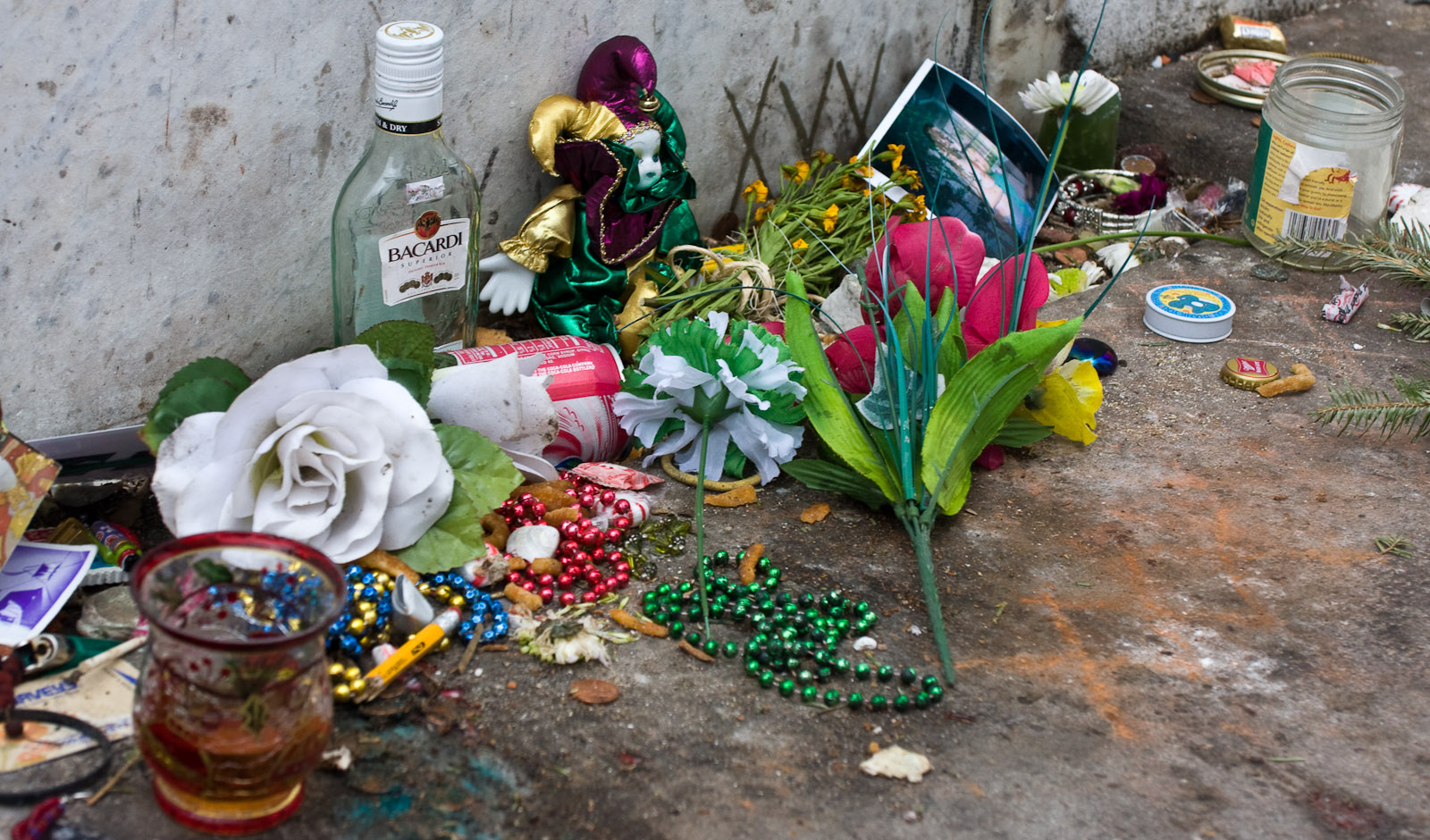
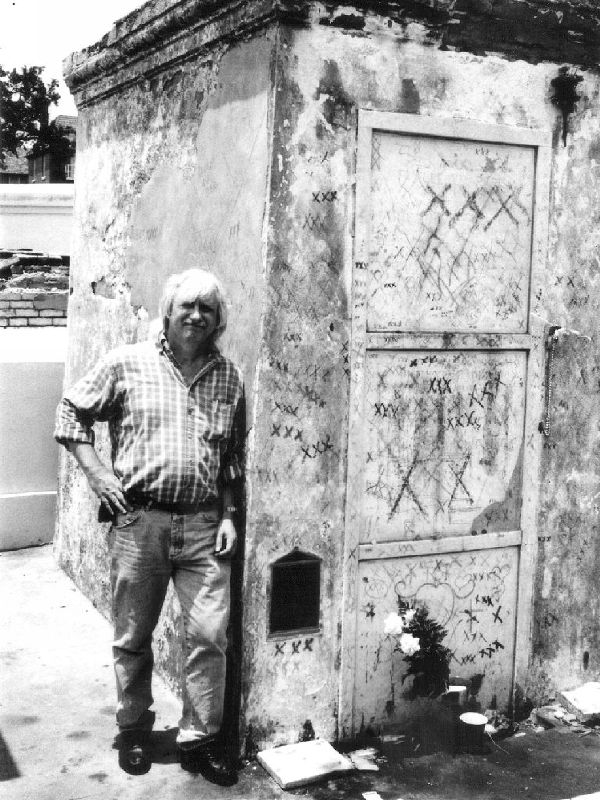

#### Influence culturelle
Marie Laveau est devenue un symbole de la culture créole et vaudou de la Nouvelle-Orléans. Elle a inspiré des livres, des films et des séries télévisées. Dans la série télévisée "American Horror Story: Coven", elle est incarnée par l'actrice Angela Bassett, soulignant son statut légendaire. De nombreuses chansons et romans s'inspirent de sa vie et de son mysticisme, la dépeignant tantôt comme une figure de pouvoir bienveillante, tantôt comme une enchanteresse redoutable.

#### Héritage familial
Il est important de noter que certaines histoires et légendes concernant Marie Laveau sont parfois attribuées à sa fille, également nommée Marie Laveau, souvent appelée Marie Laveau II. La jeune Marie a suivi les traces de sa mère, perpétuant les traditions vaudou et continuant à exercer une influence significative sur la communauté après la mort de la première Marie Laveau. Ensemble, elles ont laissé une marque indélébile sur la spiritualité et la culture de la Nouvelle-Orléans.

## Marie Laveau dans les arts

### Musique
- Marie Laveau est un titre de l'album Mardi Gras Mambo (2000) du groupe cubain Cubanismo!
- Marie Laveau est un enregistrement musical du jazzman Papa Celestin de 1954 (réédité sur l'album CD Voodoo in America (Frémeaux et Associés).
- Marie Laveau est un blues instrumental de Henry Vestine, guitariste du groupe en 1968.
- Marie Laveau est une chanson du pianiste et guitariste louisianais Dr. John.
- Marie Laveau est un titre du compositeur américain Shel Silverstein et chanté par Bobby Bare.
- Le groupe Redbone réalisa en 1971 le titre Witch Queen Of New Orleans en son honneur.
- Le bluesman français Fred Chapelier lui rend un vibrant hommage sur son album Electric Fingers sorti en septembre 2012.
- Marie Laveau est le titre d'une chanson de l'album Nu là-bas de l'artiste français Tété, sorti le 25 février 2013.
- Marie Laveau est le titre d'une chanson de l'album Seal the Deal & Let's Boogie du groupe de musique danois Volbeat, sorti le 3 juin 2016.
- Marie Laveau est clairement évoquée dans le titre Le vaudou est toujours dehors de l'album Supermarché du groupe français jazz New Orleans Les Haricots rouges en 1976.
- Voodoo Queen est le titre d'une chanson, qui fait clairement référence à Marie Laveau, sur l'album Don't Wake Me Up sorti en 2017, du groupe français Apes O'Clock[5].
- Marie Laveau est le titre d'une chanson du groupe Dr. Hook and the Medicine Show tiré de l'album Dr.HOOK sorti en 1971.
- Marie Laveau est le titre d'une chanson du groupe français toulousain The Wild Zombies, A fucking rock and roll band Voodoo Thrash Blues, titre et album sorti en 2018.
- Marie Laveau est le titre d'une chanson du groupe espagnol Tobar de Morte, sur l'album Carpe Noctem sorti le 31 octobre 2023.

### Séries - Films
- La boutique de Marie Laveau est également montrée dans le feuilleton Les Feux de l'amour, lors des épisodes tournés en Louisiane en 2010. Le personnage de Sharon Collins entre même se faire tirer les cartes à La Nouvelle-Orléans dans la maison de Marie Laveau ; épisode diffusé aux États-Unis fin novembre 2010 et dès le 20 mai 2014 en France, sur TF1.
- Dans la saga littéraire de Rick Riordan « Les héros de l'Olympe », la mère d'Hazel Levesque, Marie Levesque est directement inspirée de Marie Laveau.
- Dans la saga littéraire de Jeaniene Frost « Chasseuse de la nuit », un personnage est nommé Marie Laveau et s'inspire de la véritable Marie Laveau.
- Dans la série télévisée American Horror Story, un personnage secondaire des saisons 3 et 8, une prêtresse vaudou jouée par Angela Bassett est nommée Marie Laveau et s'inspire directement de la véritable Marie Laveau.
- Dans la série Les Nouvelles Aventures de Sabrina, Marie Laveau fait partie d'une liste de sorcières invoquées lors d'une séance d'exorcisme. Elle se prénomme alors Mambo Marie Le Fleur. Elle représente l'avatar de Baron Samedi dans la magie Vaudou.
- Dans la série Legends of Tomorrow, Marie Laveau est une prêtresse vaudou présente dans la saison 4 le temps d’un épisode.